# うぉ (優里の曲)
「うぉ」は、日本のシンガーソングライター・優里の楽曲。メジャー9作目の配信限定シングルとして2022年5月13日にリリースされた。
楽曲は、自分らしく今日を生きていくんだ、と鼓舞する応援歌。2022年5月7日に開催された『JAPAN JAM 2022』にて初披露された。